# Paya Bengkuang
Paya Bengkuang is een bestuurslaag in het regentschap Langkat van de provincie Noord-Sumatra, Indonesië. Paya Bengkuang telt 2664 inwoners (volkstelling 2010).